# Annibale Padovano
Annibale Padovano (* 1527 in Padua; † 15. März 1575 in Graz) war ein italienischer Organist und Komponist.

## Leben
Er war erster Organist von 1552 bis 1565 am Markusdom in Venedig. Padovano war an der Einführung des wechselseitigen Musizierens der zwei auf gegenüberliegenden Emporen postierten Orgeln und Chöre beteiligt, woraus sich mit Adrian Willaert die Venezianische Mehrchörigkeit entwickeln sollte. Anschließend war er zunächst als Organist am Hof von Erzherzog Karl in Graz tätig. Hier organisierte er die Hofmusik neu und folgte ab 1570 Johannes de Cleve (1528/29–1582) als Hofkapellmeister nach. Der Komponist veröffentlichte mehrere Toccaten und Ricercare für Orgel und Orchester, sowie zahlreiche Kirchenmusikstücke und Madrigale.